# Десенка (зупинний пункт)
Десе́нка — пасажирський залізничний зупинний пункт Жмеринської дирекції Південно-Західної залізниці, розташований на лінії Козятин I — Жмеринка між станціями Калинівка I (17 км) та Вінниця (10 км). Розташований в селі Сосонка Вінницького району Вінницької області.

## Історія
Зупинний пункт Десенка відкритий у 2000-х роках.

## Пасажирське сполучення
На зупинному пункті Десенка зупиняються приміські електропоїзди сполученням Козятин — Жмеринка.

## Галерея

Поїзди на зупинному пункті
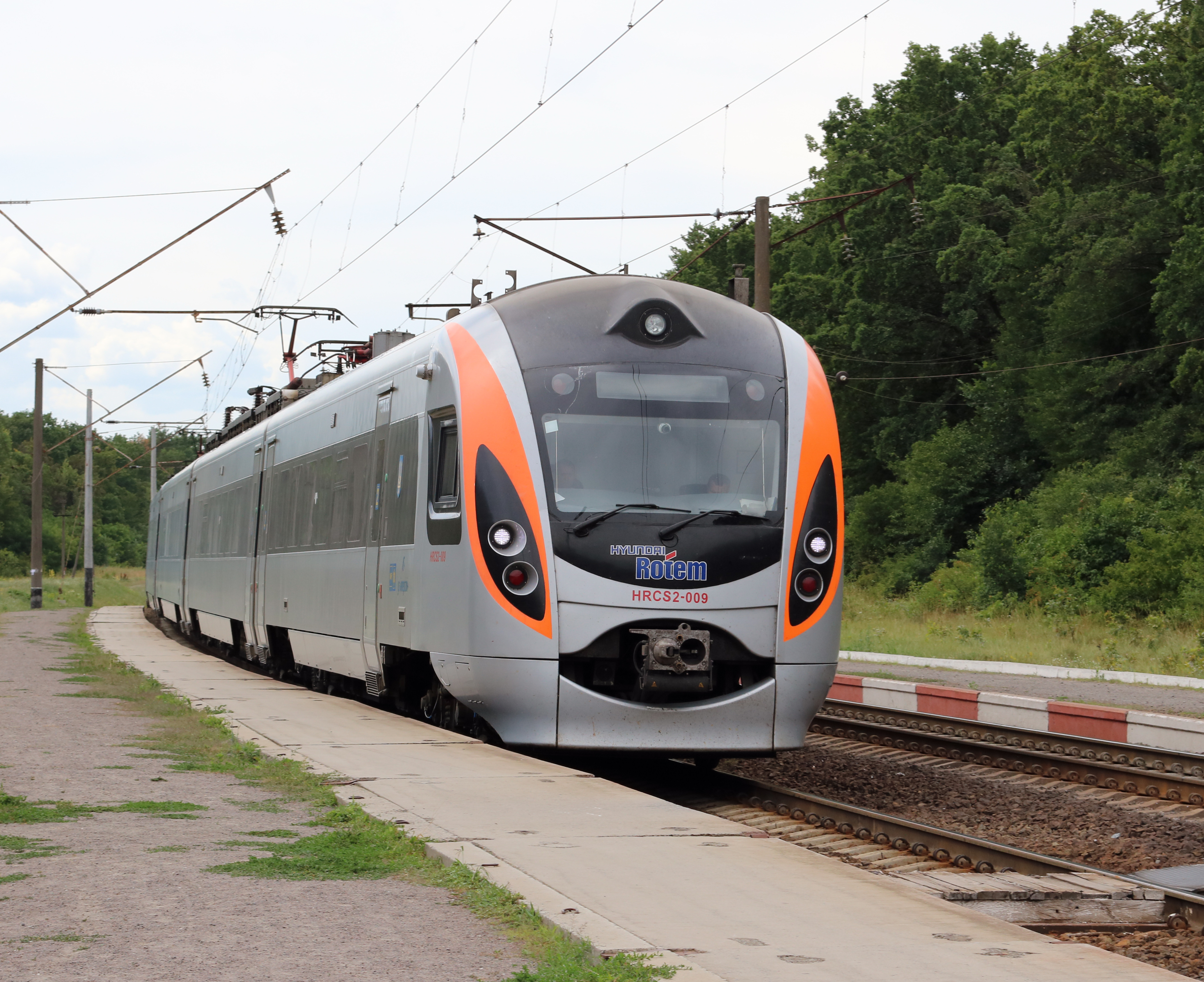
HRCS2-009
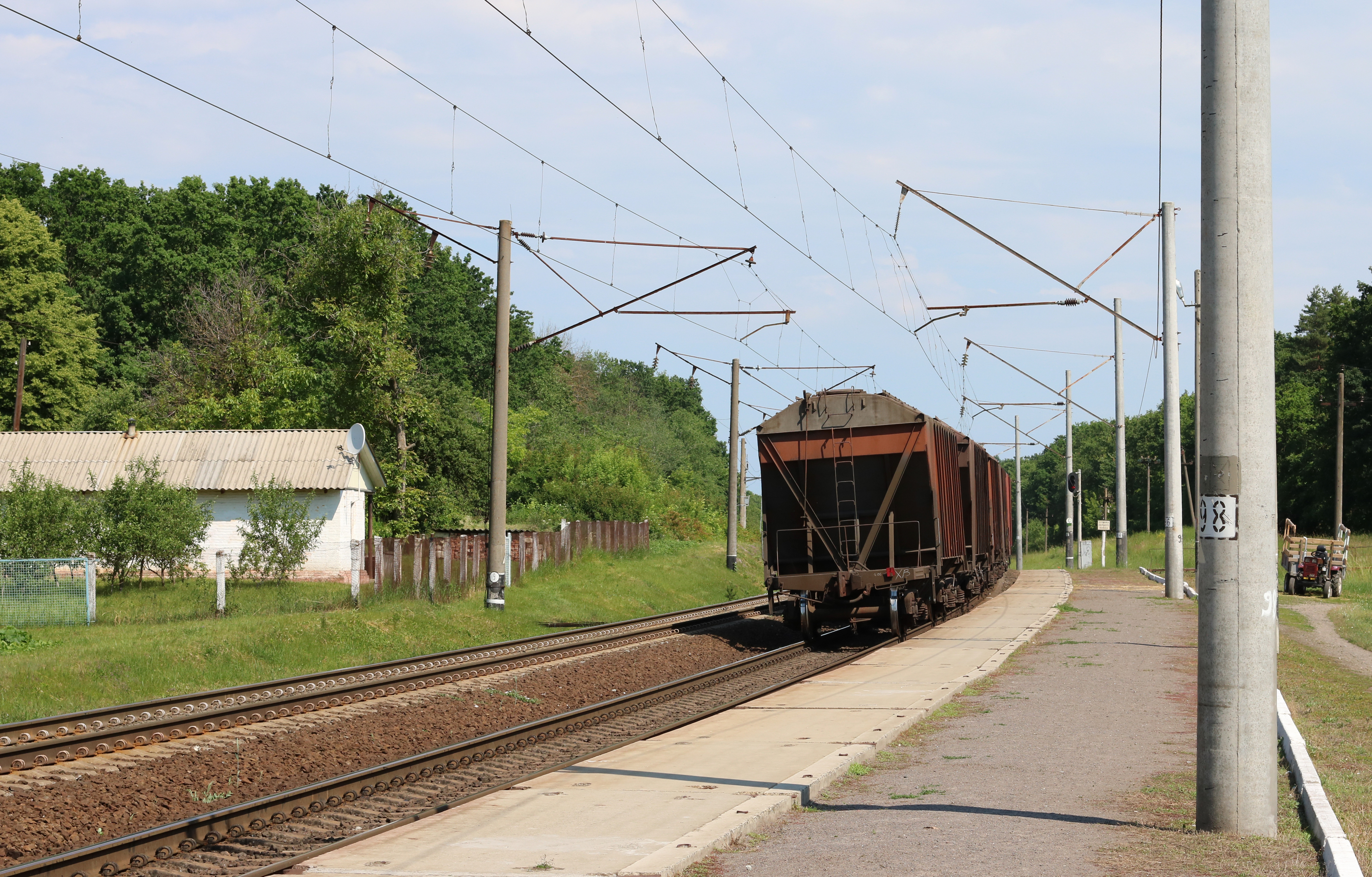
Вантажний поїзд
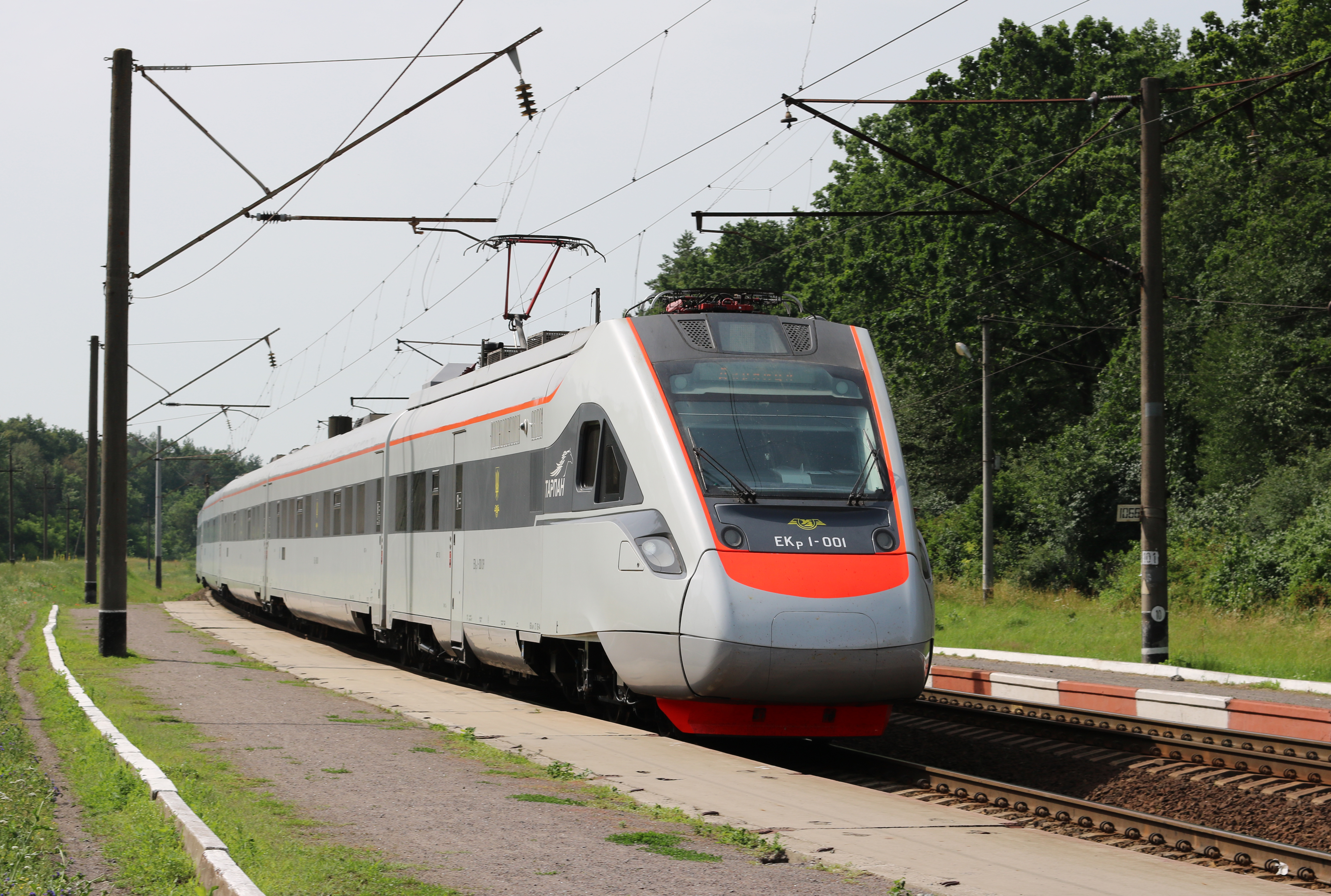
ЕКр1 «Тарпан»-001